# Pedro Luis de Borja
Pedro Luis de Borja (Roma, ca. 1468 - Ibídem, 3 de septiembre de 1488) fue el hijo primogénito e ilegítimo de Rodrigo de Borja (futuro papa Alejandro VI) y de una mujer desconocida.

## Biografía
Fue legitimado por el papa Sixto IV por medio de una bula, fechada el 5 de noviembre de 1481, describiéndole como "adolescente romano" hijo de cardenal diácono y de mujer soltera (de tune Diacono Cardinali et soluta). El 29 de enero de 1483 el mismo papa lo reconoció como hijo de Rodrigo de Borja, que lo había nombrado tutor de su hermano menor Juan, nacido hacia 1474.
En 1484 su padre compró a su favor la Baronía de Llombay a la heredera de Guillem Ramón Centelles. En 1485 ejercía su dominio sobre sus posesiones en Valencia.
Participó junto a las tropas cristianas en la guerra de Granada, durante la Reconquista, batallando en el arrabal de Ronda, por cuyos servicios el rey Fernando el Católico le concedió el título de «Egregio» —junto a sus hermanos—, además de más tarde el de duque de Gandía.
Falleció en Roma el 27 de agosto de 1488, sin sucesión y sin haber llegado a contraer el matrimonio que tenía concertado con María Enríquez de Luna, prima del rey Fernando II de Aragón. En su testamento, fechado el 14 de agosto de 1488, Pedro Luis cedió el ducado de Gandía a su hermano menor Juan y legó 10 000 florines a su hermana Lucrecia.